# International Lawn Tennis Challenge 1902
International Lawn Tennis Challenge 1902 var den andra upplagan av det tennisevenemang som numera heter Davis Cup. På Crescent Athletic Club i Brooklyn i delstaten New York i USA vann USA mot Brittiska öarna med 3-2 i matcher den 6-8 augusti 1902.

### Fotnoter
1. ↑  ”Davis Cup - Tie details - 1902 - United States vs. British Isles” (på engelska). Davis Cup. 22 mars 1902. http://www.daviscup.com/en/draws-results/tie/details.aspx?tieId=10003701. Läst 30 november 2015.